# Louis Berthier
Louis Alexandre Berthier (20. listopadu 1753 Versailles – 1. června 1815 Bamberk za nejasných okolností) byl napoleonský velitel, dosáhnuvší hodnosti maršál Francie, suverénní kníže z Neuchâtelu, kníže z Wagramu a vévoda z Valanginu.

## Životopis

### Život před rokem 1789
Od malička byl svým otcem – vrchním velitelem topografického oddělení armády v časech Ludvíka XV. a Ludvíka XVI. – veden k vojenské kariéře. Ve 13 letech vstoupil do armády. Z královské topografické kanceláře pak přešel k aktivní vojenské službě, nejprve jako poručík generálního štábu, později jako kapitán dragounů. Během americké války za nezávislost sloužil od roku 1780 v armádním expedičním sboru generála Jeana Rochambeaua pod Lafayettem. Roku 1789 byl králem Ludvíkem XVI. jmenován generálmajorem Národní gardy ve Versailles a opakovaně prokázal královské rodině dobré služby.

### Revoluce
Poznal, že revoluce nabízí mladým talentům velké možnosti a tak se brzy stal zásluhou odvahy, chladné mysli a především vynikajících topografických znalostí a zkušeností šéfem štábu Lafayetta, Lucknera a Custina. Během hrůzovlády, aby nevzbudil podezření, odešel do války ve Vendée. Jeho osobní odvaha při obraně Saumuru dne 12. června 1793 mu zajistila pochvalnou zmínku ve zprávě komisaře armády Konventu. Přesto byl jako bývalý královský důstojník podezřelý, a proto odešel z armády a žil na statku svého bratra.

### Ve službách Napoleona Bonaparta
Po 9. thermidoru byl jmenován vedoucím štábu generála Kellermanna. Tam si vydobyl pověst vynikajícího odborníka a generál Bonaparte si jej vybral jako velitele štábu Italské armády během kampaně 1796–1797. Počínal si velmi dobře i jako divizní generál v bitvách u Mondovy (22. dubna 1796), Lodi (10. května 1796), Codogna (9. května 1796), a Rivoli (14. ledna 1796). Provázel generála Bonaparta při jeho tažení do Egypta a s ním se i vrátil do Francie. Plně podporoval jeho akce k převzetí moci a po 18. brumairu se stal ministrem války. S jeho jménem pak jsou spojeny realizace tažení roku 1800 (bitva u Marenga) i tažení roku 1805 s Napoleonovými geniálními tahy – ulmským manévrem, letem orla a posléze lvím skokem v bitvě u Slavkova. Dne 18. května 1804 byl jmenován maršálem Francie, roku 1806 byl jmenován suverénním knížetem-vévodou neuchâtelským a valenginským, roku 1809 pak knížetem z Wagramu. Roku 1808 se (poté co řadu let žil s markýzou Viscontiovou) stal Berthier manželem Alžběty Bavorské, neteře bavorského krále Maxmiliana I. Zahrnut vysokými příjmy a dary (stal se mj. majitelem zámku Chambord), zastupoval císaře i při Napoleonově sňatku s rakouskou arcivévodkyní Marií Luisou per procurationem ve Vídni roku 1810. Byl pravou rukou císaře Napoleona na všech dalších taženích až do roku 1814, kdy byl v bitvě u Brienne raněn a nabyl přesvědčení, že další odpor je proti zájmům Francie. Patřil ke skupině maršálů, kteří přesvědčili císaře, aby abdikoval. Poté se dal k dispozici Ludvíkovi XVIII., který ho 4. června 1814 jmenoval pairem.
Během sta dní se nepřidal k Napoleonovi, doprovodil krále do Gentu a poté odjel na svá bavorská panství – „Nechtěl se bít proti Francii za krále, ani proti králi za císaře“ (Louis Chardigny).

### Smrt
Dne 1. červen 1815 pak za nejasných okolností tragicky zemřel pádem z okna druhého patra bamberského zámku. Na místě neštěstí je dodnes pamětní deska. Je pohřben v kryptě bavorských králů v klášteře Tegernsee na břehu stejnojmenného jezera.

## Odkaz
Jeho význam pro moderní válečné umění je obrovský: stal se zakladatelem moderní štábní práce – štáb rozdělil do 5 oddělení, odpovídajících racionálním potřebám armády, která v zásadě nezměněna zůstala ve francouzské armádě dalších 140 let, projevil se jako organizátor a vojenský plánovač zcela nového – dosud neviděného rozměru. Zcela přeorganizoval zásobování armády, byl tvůrcem armádní logistiky v moderním pojetí. Napoleonovy myšlenky a globální disposice převáděl do stručných, přesných rozkazů a s císařem vytvořil dvojici, která změnila dějiny vojenské strategie.